# Microsciurus mimulus
La ardilla enana de occidente (Microsciurus mimulus) es una especie de roedor de la familia Sciuridae. Es encontrada en los bosques húmedos de Panamá, Colombia y  Ecuador. Se alimenta principalmente de frutas y ciertos artrópodos.